# Saint-Priest-la-Plaine
Saint-Priest-la-Plaine is een gemeente in het Franse departement Creuse (regio Nouvelle-Aquitaine) en telt 287 inwoners (2005). De plaats maakt deel uit van het arrondissement Guéret.

## Geografie
De oppervlakte van Saint-Priest-la-Plaine bedraagt 22,1 km², de bevolkingsdichtheid is 13,0 inwoners per km².

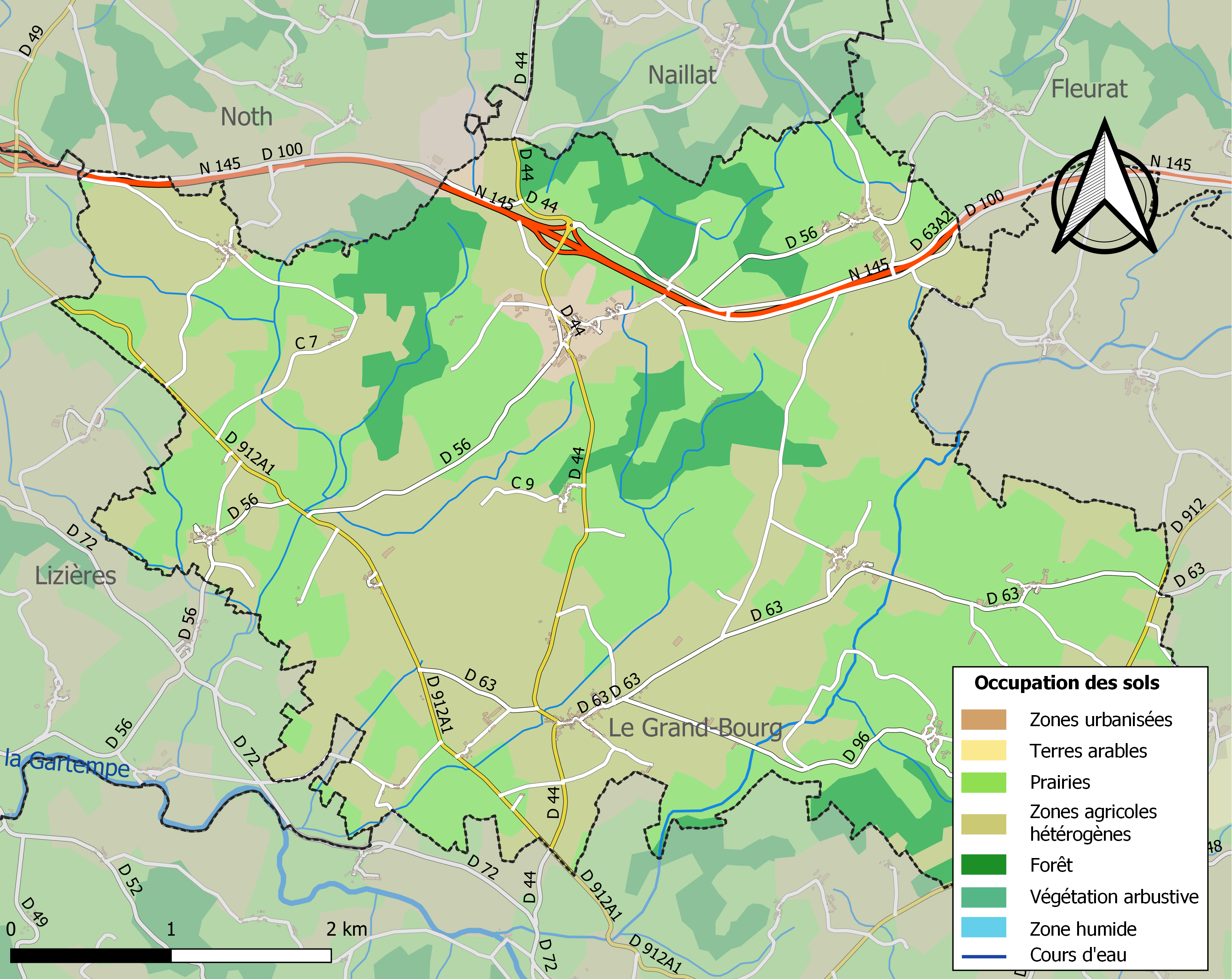
Kaart van de gemeente met de belangrijkste infrastructuur, bodemgebruik en omliggende gemeenten

## Demografie
Onderstaande figuur toont het verloop van het inwonertal (bron: INSEE-tellingen).